# Fanal funéraire de Saint-Goussaud
Le fanal funéraire est une lanterne des morts érigée à Saint-Goussaud, Creuse, France.

## Description
L'édifice est construit en granite du pays. Il s'agit d'un édifice en forme de tour de plan carré, de 5,5 m de hauteur, terminée par un pavillon comportant quatre ouvertures, lui-même chapeauté par un sommet pyramidal. Elle est surmontée d'une petite croix en métal.
La face occidentale possède une table d'autel, au-dessus de laquelle est percée une ouverture permettant de manœuvrer la lampe.

## Historique
La croix daterait du XIIIe siècle. Elle se situait à l'origine dans l'ancien cimetière jouxtant l'église, mais elle a été déplacée à une date ultérieure,.
L'édifice est classé monument historique en 1914.